# 北越ケーズ

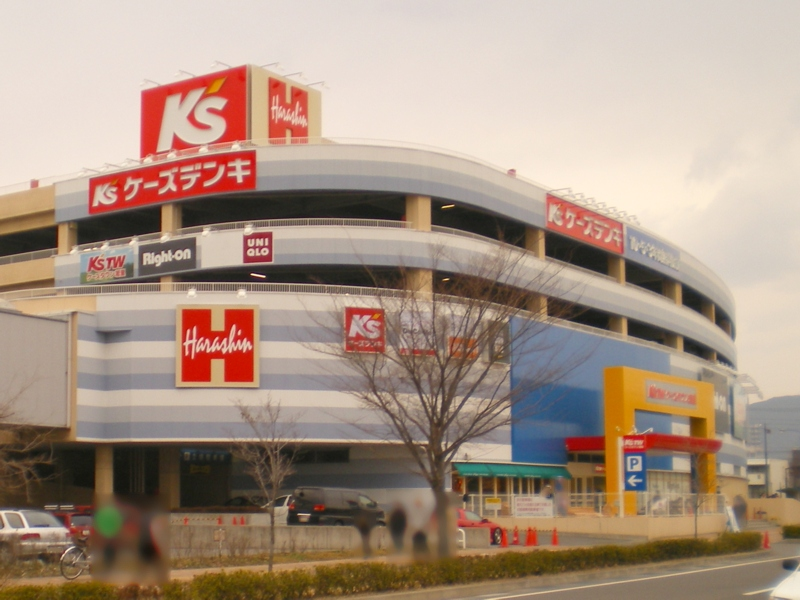
北越ケーズが運営する「ケーズタウン若里」（長野県長野市）

株式会社北越ケーズ（ほくえつケーズ、英: Hokuetsu K’s CO., LTD.）は、新潟県新潟市中央区に本社を置く家電量販店で、ケーズホールディングスの完全子会社。

## 概要
北信越地方における、ケーズデンキ運営会社。ケーズの運営は、1993年より行っているが、運営店舗をすべてケーズに転換したのは1997年以降。また、ピーシーデポ運営の「パソコン修理総合受付」を置く店舗もある。店舗は新潟県、長野県、石川県、富山県にある。

## 沿革
- 1974年 - 株式会社北越電機を新潟県北蒲原郡中条町（現・新潟県胎内市）に設立。「北越デンキ」の名称で新潟県内に家電販売店を展開。
- 1993年 - カトーデンキ販売（現・ケーズホールディングス）と業務提携、フランチャイズ契約締結。
- 1997年 - 株式会社北越ケーズに社名変更し、店舗ブランドをケーズデンキに変更。
- 2000年
  - - ピーシーデポコーポレーションと業務提携、フランチャイズ契約締結。
  - - 新潟本店(後に新潟河渡店へ店名変更)を開店。同時に本社を新潟本店内へ移転。
- 2007年
  - 1月1日 - ギガスケーズデンキ（現・ケーズホールディングス）と株式交換を行い、ギガスケーズデンキの子会社となる。
  - 3月 - 長野県へケーズデンキ初出店となる長野本店を出店。
  - 7月 - 北越ケーズ最大級の売場面積約2500坪の、女池インター本店を新潟市に出店。
- 2008年 - 吉田商事株式会社を吸収合併。石川県の4店舗の運営を引き継ぐ。
- 2009年1月 - ラオックスヒナタの佐久平店の営業権を譲受。（店舗改装・看板掛け替え等を経て2009年2月26日にケーズデンキ佐久平パワフル館としてリニューアル開業）。
- 2011年
  - 3月 - 本社を新潟県新潟市中央区（女池インター本店内）へ移転。
  - 6月16日 - 富山県へケーズデンキ初出店となる魚津店を出店[2]。
- 2013年4月10日 - 中条店閉店。翌日の4月11日に旧中条サティ・旧エノモト中条店跡地に移動、「胎内店」としてリニューアルオープン。
- 2015年10月1日 - ギガスが運営していた長野県のケーズデンキ2店舗（伊那店・飯田インター店）の営業を譲受[3]。
- 2021年9月16日 - 富山県富山市に「ケーズデンキ富山本店」を開店[4]。これにより、北越ケーズ展開の全4県に、「本店」の名称がついた店舗が展開された。